# Marsippospermum
Marsippospermum – rodzaj roślin należących do rodziny sitowatych. Należą do niego cztery gatunki. Jeden – M. gracile występuje w Nowej Zelandii, a trzy pozostałe w Patagonii i na Falklandach.

## Morfologia
PokrójRośliny zielne nagie, tworzące zbite kępy, osiągające do 60 cm wysokości, o kłączu pokrytym łuskami i rozgałęziającym się sympodialnie, z pędami kwiatonośnymi prosto wzniesionymi, o okrągłych na przekroju, podłużnie prążkowanych łodygach.
LiścieRównowąskie.
KwiatyObupłciowe, pojedyncze, wyrastają na szczycie łodygi i wsparte są jedną lub dwiema błoniastymi przysadkami, krótszymi od listków okwiatu. Listki z zewnętrznego okółka okwiatu nieco dłuższe od wewnętrznych. Pręcików 6, krótszych od okwiatu. Zalążnia jest jednokomorowa.
OwoceTorebki dłuższe niż szersze, nieco trójkanciaste.

## Systematyka
Pozycja systematyczna
Jeden z rodzajów z rodziny sitowatych (Juncaceae). 
Wykaz gatunków
- Marsippospermum gracile (Hook.f.) Buchenau
- Marsippospermum grandiflorum (L.f.) Hook.
- Marsippospermum philippii (Buchenau) Hauman
- Marsippospermum reichei Buchenau